# Dog

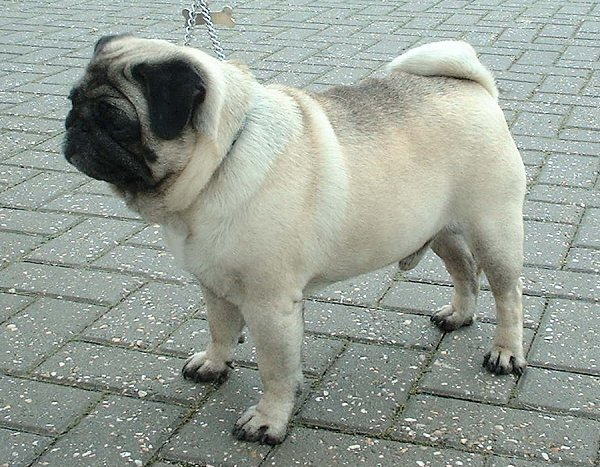
de mopshond: een minidog

Doggen of dogachtigen zijn honden die getypeerd worden door een breed en vlak hoofd met een stompe, soms verkorte, snuit en een relatief zwaar lichaam.
De meeste doggen zijn groot; een type dat molosser wordt genoemd. De Engelsen gebruiken voor deze grote doggen ook wel de aanduiding mastiff, een begrip dat in beperkte zin ook betrekking kan hebben op het Engelse ras mastiff.
Naast de grote doggen zijn er ook dogachtigen van middelmatig postuur, zoals de boxer. Dit ras en de meeste andere middelgrote doggen horen bij de deelgroep buldoggen. Ten slotte zijn er ook dogachtige dwergrassen, zoals de mopshond.
Berghonden zijn in de regel ruig behaarde dogachtige honden, maar het begrip berghond duidt eerder op de functie dan op de vorm van de honden.
De FCI deelt de meeste doggen in bij rasgroep 2: sectie Molossers en berghonden.